# Ялышев, Сергей Шамилевич
Сергей Шамилевич Ялышев (род. 24 февраля 1982) — российский самбист, чемпион и призёр чемпионатов России, чемпион Европы, призёр чемпионата мира, мастер спорта России международного класса.

## Спортивные результаты
- Чемпионат России по самбо 2008 года — ;
- Чемпионат России по самбо 2009 года — ;
- Чемпионат России по самбо 2010 года — ;
- Чемпионат России по самбо 2011 года — ;
- Чемпионат России по самбо 2012 года — .